# Lucio C. Salvadores
Lucio Calixto Salvadores (Buenos Aires 1836 - Batalla de Curupaytí, 22 de septiembre de 1866) fue un destacado militar del Ejército Argentino que luchó en las guerras civiles argentinas y en la guerra de la Triple Alianza.

## Biografía
Nació en Buenos Aires en 1836, hijo de Bonifacio Salvadores y de Trinidad Chaves. Exiliados sus padres durante el gobierno de Juan Manuel de Rosas efectuó sus primeros estudios en el colegio de los padres jesuitas de Montevideo.
Después de la batalla de Caseros, su familia regresó a Buenos Aires, instalándose en su casa de la calle Santo Domingo.
En la revolución del 11 de septiembre de 1852 se incorporó como voluntario al Batallón N.º 2 de la Guardia Nacional, al mando del coronel José María Bustillo, participando de la defensa de la ciudad sitiada por las fuerzas de Justo José de Urquiza.
Tras dedicarse al comercio y a tareas rurales, el 2 de noviembre de 1859 se sumó como aspirante al Batallón N.º  2 de Línea, a las órdenes del coronel Emilio Mitre, siendo promovido a subteniente el 1 de diciembre.
Firmado el Pacto de San José de Flores, pasó con el grado de teniente 2.º a la frontera norte de la provincia. En 1861 participó de la Batalla de Pavón como ayudante del coronel Adolfo Orma, obteniendo por su conducta una medalla de plata y el ascenso a ayudante mayor.

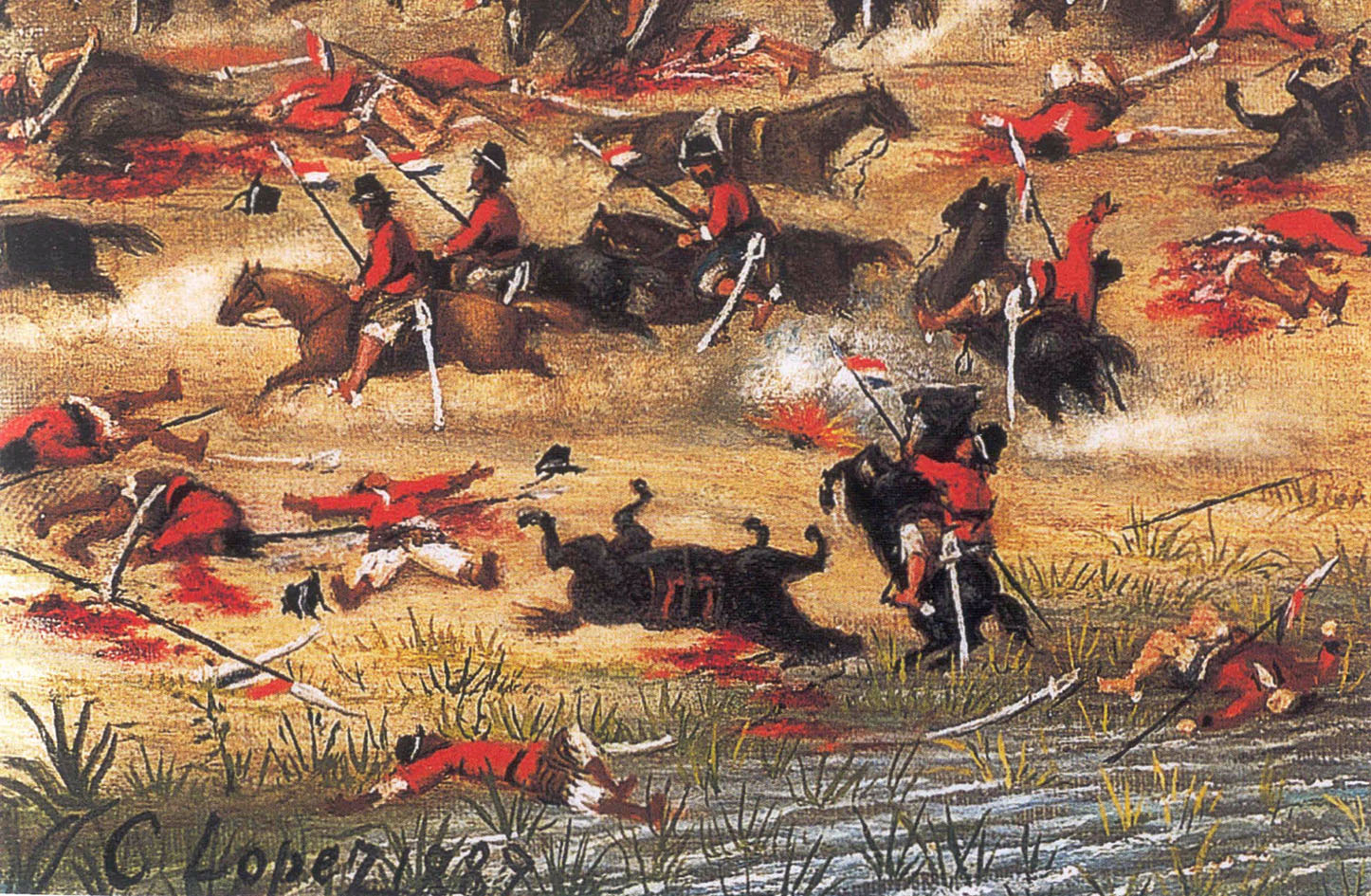
Batalla de Tuyutí (Cándido López).

Mientras permanecía acantonado en Rosario, en 1862 casó con Zelmira Báez, hija del coronel Federico Guillermo Báez. Ese año participó de acciones contra los indios que amenazaban la ciudad santafesina y pasó a la isla Martín García con el grado de capitán.
En 1865, iniciada la guerra del Paraguay, actuó a las órdenes del coronel Orma con el Batallón 2.º de Línea en la recuperación de la ciudad de Corrientes. Participó de la Batalla de Uruguayana(16 de julio), Yatay(17 de agosto), Paso de la Patria e Itapirú.
Reorganizado el Ejército Argentino en el Campamento de las Ensenaditas, sobre el Paso de la Patria, Salvadores fue nombrado 2.º jefe del Batallón N.º 3 de Guardias Nacionales de Entre Ríos, recibiendo el 21 de marzo de 1866 el grado de sargento mayor efectivo.
Asistió al pasaje del río Paraná por el Paso de la Patria, a la batalla de Estero Bellaco y a la sangrienta batalla de Tuyutí(24 de mayo), donde fue citado en el parte de batalla.

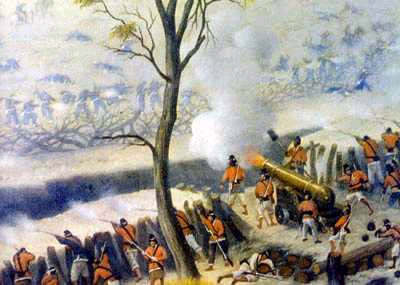
Batalla de Curupayty.

El 22 de septiembre de 1866 en el violento asalto a las posiciones paraguayas en la batalla de Curupaytí, cargando al frente de su batallón fue muerto por una bala de cañón.